# 爱因斯坦在中国
《爱因斯坦在中国》，胡大年著，原为作者的博士学位论文，2005年出版英文版，2006年经改写后出版中文版。 是“第一部论述中国接纳爱因斯坦及其相对论历程的专著”，被《中华读书报》评选为2006年度十佳图书。

## 评论
- 戴念祖指出该书部分缺陷和遗漏，最后说：“胡大年之大作插图中至少有4帧引自拙文（或2005年刊于《物理》杂志之拙文），其上还残存本人张贴翻拍或加工之印记，胡大年在全书中却对此未作任何一点说明，有背于学风乎？”[3]
- 雷颐：文革时期对爱因斯坦和相对论的批判及其后的“平反”，「有关研究、介绍已多，胡大年的 《爱因斯坦在中国》 则是其中集大成者。此书以翔实的史实对这段离奇荒诞历史的来龙去脉做了详细叙述和深入分析，引人深思。」[4]
- 赵肖荣、江晓原：「通过梳理和辨析大量的文献和史料，阐述了爱因斯坦及相对论在中国传播的曲折历程，分析了1917-1979年60年间中国人对爱因斯坦和相对论的态度转变及其原因。」[5]